# ضمان الدخل
ضمان الدخل مصطلح واسع النطاق فهو مشترك بين العديد من المجالات في كل الشركات بمختلف أحجامها. أغلب شركات الاتصالات في العالم تواجه مشكلة تسرب الدخل سواء كان هذا التسرب ناتج عن احتيال (أي نوع من أنواع الاحتيال)أو ربما يكون هذا التسرب ناتج عن عدم توافق العمل بين المنظومات المختلفة المكونة لنظام شبكة الاتصال (سجلات المقسم وقاعدة البيانات"HLR" منظومات الدفع المسبق والفوترة ومنظومة الإجراءات المالية. إلخ).
لذا يعتبر ضمان الدخل مزيج من العمليات التقنية والمعلوماتية والتي تكون مسؤولة عن عمليات دخل للشركة.
لماذا ضمان الدخل:
1:- حماية لدخل الشركة من الضياع حيث يقدر هذا الفقد في شركات الاتصالات بنسبة من 5% إلي 7% من إجمالي الدخل.
2:- تقليل من نسبة هروب الزبائن إلي شركات أخرى.
3:- التأكد من صحة الفواتير الصادرة.
4:- التأكد من قيم الفواتير القادمة من الشركات الأخرى دولية أو محلية .
5:- المساهمة في تطوير الاستراتيجيات للشركة.
6:- تعزيز الكفاءة التشغيلية، من خلال تحليل العمليات والنظم وتحديد الثغرات والعيوب التي تزيد من تسرب الدخل.
7:- يمكن تصنيف الزبائن بناء على الأكثر مكالمات، الأكثر تحميل، إلخ، وبيان كمية الاستخدام للخدمات المقدمة.
8:- تمكين صناع القرار داخل الشركة من اتخاذ إجراءات فعالة وحاسمة لتسير أمور العمل.
9:- الحد من مخاطر تسرب الدخل من خلال ضمان أن المخاطر ثم تحديدها ومعالجتها بشكل مناسب.
10:- تقليل من حدوث المشاكل مستقبليا.
أسباب تسرب الدخل:
1:- غياب التنسيق بين مختلف الوحدات في الشركة الواحدة.
2:- التعقيد في المنظومات نتيجة لتعقيد الخدمات المقدمة.
3:- عدم التطابق البيانات بين كل المنظومات.
4:- خطأ في إعدادات بعض الأجهزة.
5:- جودة البيانات المرسلة بين مكونات الشبكة ضعيفة.
6:- الاحتيال.